# William Thomas Clark
Pour les articles homonymes, voir Clark et William Clark (homonymie).
William Thomas Clark (29 juin 1831 - 12 octobre 1905) est un soldat américain et homme politique, servant en tant que général dans l'armée de l'Union pendant la guerre de Sécession et membre du congrès américain d'après guerre.

## Avant la guerre
Clark naît à Norwalk, Connecticut. Il devient enseignant, et part en 1854 pour la ville de New York, où il passe l'examen du barreau. Après son mariage, il s'installe dans l'Iowa et installe un cabinet d'avocat.

## Guerre de Sécession
Au début de la guerre de Sécession, il devient lieutenant et adjudant d'un régiment d'infanterie de l'Iowa. Il combat lors de la bataille de Shiloh et de celle de Corinth. Il sert comme adjoint à l'adjudant-général dans le XVII corps pendant le siège de Vicksburg et adjoint à l'adjudant général de l'armée du Tennessee au cours de la campagne d'Atlanta. Il est breveté brigadier général pour son service lors de la campagne d'Atlanta et est affecté dans une brigade d'infanterie dans le XV corps au cours de la campagne des Carolines, mais est seulement légèrement engagé dans les combats. Il accède au grade de brigadier général des volontaires (1865), et est breveté major général à la fin de la même année pour bravoure et services méritoires pendant la guerre.
Après la guerre, il s'installe à Galveston, au Texas, où il organise la première école pour les afro-américains et se lie d'amitié avec les noirs, au risque de sa vie. Il fonde la première banque nationale, et en est son premier caissier, et sert également en tant que receveur des postes. Il est républicain. En tant que représentant du Texas au Congrès en 1870-72, il obtient un crédit pour le port de Galveston (100 000 dollars), rendant possible l'achèvement de la jetée là.